# Carmichael (Kalifornija)
Carmichael je naseljeno područje za statističke svrhe u američkoj saveznoj državi Kalifornija. Prema popisu stanovništva iz 2010. u njemu je živjelo 61,762 stanovnika.